# Ana Maria Cuervo

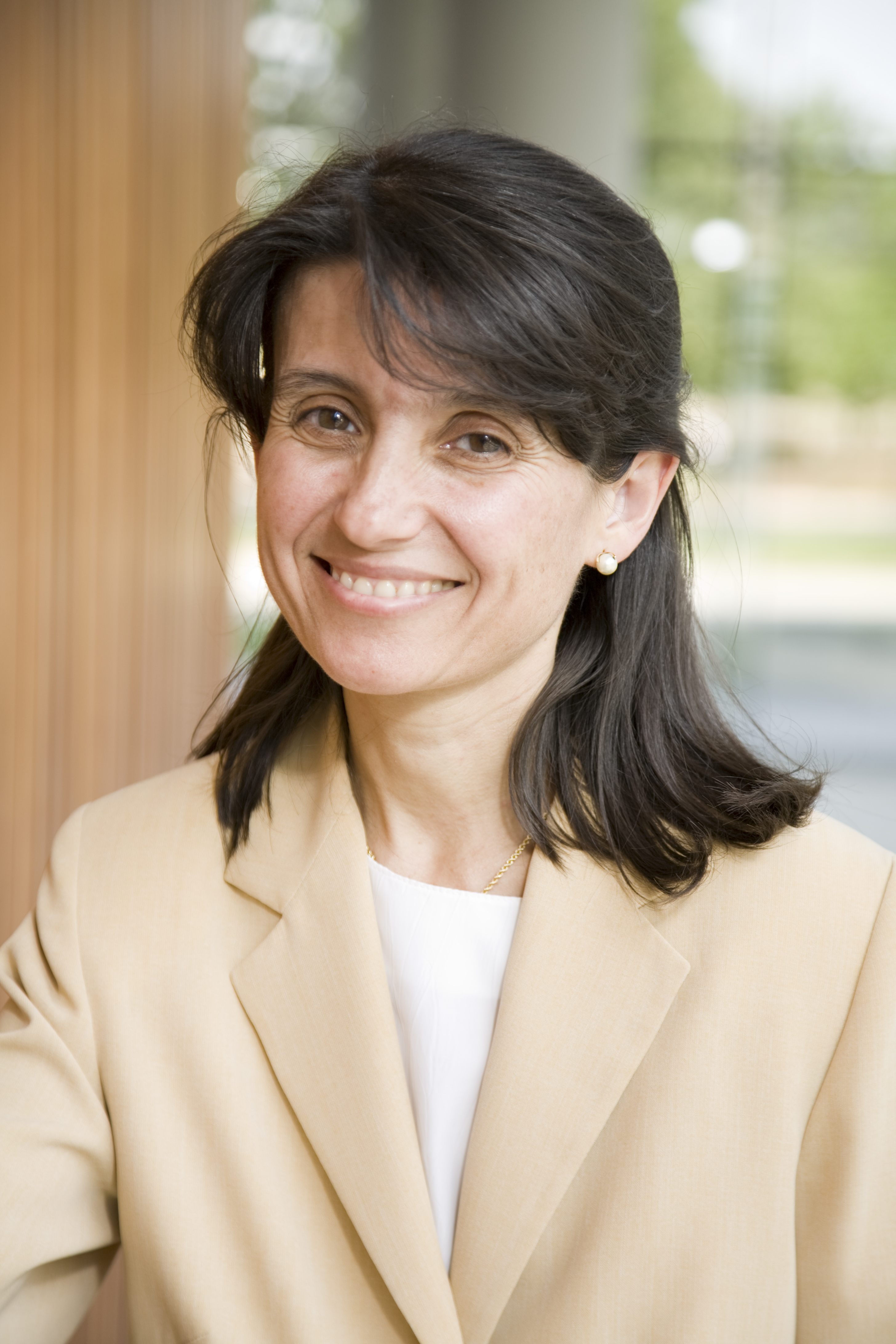
Ana Maria Cuervo (2008)

Ana Maria Cuervo (* 14. Juli 1966 in Barcelona) ist eine spanisch-amerikanische Molekularbiologin am Albert Einstein College of Medicine der Yeshiva University.

## Leben
Ana Maria Cuervo erwarb 1990 an der Universität Valencia einen Doktor der Medizin, 1994 ebendort einen Ph.D. in Biochemie und Molekularbiologie. Als Postdoktorandin arbeitete sie an der Tufts University, wo sie 1998 eine Forschungsprofessur erhielt. Seit 2001 hat sie eine Professur am Albert Einstein College of Medicine in New York City. Hier ist sie (Stand 2020) Co-Direktorin des Einstein Institute for Aging Research.
Cuervo und Mitarbeiter befassen sich mit der Rolle der Autophagie und ihrer Störungen bei bestimmten neurodegenerativen Erkrankungen und Stoffwechselstörungen. Cuervo konnte nachweisen, dass Autophagie ein zielgerichteter Prozess ist, und verschiedene Mechanismen ihrer Regulation herausarbeiten. Sie trug damit zur Entwicklung des Konzepts einer Proteostase bei (Homöostase intrazellulärer Proteine), beziehungsweise des Versagens der Proteostase im Alter, beim Altern und bei altersbezogenen Erkrankungen.
Laut Datenbank Scopus hat Cuervo einen h-Index von 124, laut Google Scholar einen von 141 (beides Stand August 2025).
2017 wurde Cuervo zum auswärtigen Mitglied der Real Academia de Ciencias Exactas, Físicas y Naturales gewählt, 2018 zum Mitglied der American Academy of Arts and Sciences, 2019 zum Mitglied der National Academy of Sciences. 2016 hielt sie eine Harvey Lecture. Für 2025 wurde ihr der Howard Taylor Ricketts Award zugesprochen.